# Colin Newman
Pour les articles homonymes, voir Newman.
Colin Newman (né le 16 septembre 1954 à Salisbury, Wiltshire) est un musicien, producteur de musique et propriétaire de label anglais. Il est membre du groupe d'art rock/post-punk Wire et a collaboré à d'autres formations musicales.

## Carrière musicale
Newman est membre de Wire depuis 1976. Le groupe s'arrête de 1980 à 1985, puis de 1991 à 1999.
Quand le groupe fait une pause en 1980, il se lance dans une carrière solo, avec l'album A-Z, chez Beggar's Banquet. Son deuxième album est l'instrumental Provisionally Entitled The Singing Fish, 4AD, 1981, suivi de 'Not To (4AD, 1982). Commercial Suicide sort lui en 1986 chez Crammed Discs; viendront ensuite It Seems (Crammed Discs, 1988) et Bastard (Swim~, 1997).
Il collabore aussi avec sa femme Malka Spigel (ancienne de Minimal Compact), sous son nom à elle ou sous différentes appellations sur leur label Swim~, notamment Githead.

## Producteur de musique
Colin Newman a produit et arrangé pour divers artistes comme les Virgin Prunes, Parade Ground, Minimal Compact (vidéo d'une parodie de session d'enregistrement), Alain Bashung (album Novice), la japonaise Sonoko, Silo, Lobe, mixé pour Hawkwind, Dead Man Ray, Fennesz, Polysics et Celebricide, ainsi que pour tous les albums de Wire depuis 2000.

## Labels
Colin Newman dirige le distributeur PostEverything et le label de Wire, Pinkflag; il a fondé Swim~ avec sa femme.

## Discographie

### Albums studio
- 1980 - A-Z (Beggars Banquet)
- 1981 - Provisionally Entitled the Singing Fish (4AD)
- 1982 - Not To (4AD)
- 1986 - Commercial Suicide (Crammed Discs)
- 1988 - It Seems (Crammed Discs)
- 1995 - Voice (EP) (Swim ~)
- 1997 - Bastard (Swim ~)